# Анастас Костандини
Анастас (Тасо) Костандини (на албански: Anastas (Taso) Kostandini) е албански художник.

## Биография
Роден е в 1954 година град Поградец, Албания. Живее и работи в Поградец. В 1978 година завършва катедрата по монументална и станкова живопис в Художествената академия в столицата Тирана. Първата му самостоятелна изложба е в 1983 година в Тирана. Излага в САЩ, Франция, Нидерландия, Германия, Гърция, Румъния, Северна Македония. Освен картини създава и мозайки и стенописи, някои от които са сред най-ценните в Албания. Констандини е съавтор на мозайката „Албания“ в Националния исторически музей. Илюстрира и стихосбирки и проза. В 1991 година става заслужил артист.